# Mantus (Band)
Mantus ist ein Musikprojekt aus der Schwarzen Szene, das etwa 1997 von Martin Schindler gegründet wurde. Der Bandname leitet sich vom gleichnamigen Unterweltsgott der Etrusker ab.

## Geschichte
Mantus hat sich in seiner Bandgeschichte zu einer viel beachteten Band entwickelt. Viele ihrer Lieder sind auf Compilations erschienen, der große Durchbruch blieb jedoch aus, so dass Mantus auch kommerziell nicht sonderlich erfolgreich und auch nie in den Charts vertreten war.
Wenngleich Mantus bereits länger als Soloprojekt von Martin Schindler existierte, erschien das erste Album „Liebe und Tod“ erst im Jahr 2000 als seine Schwester Tina (die unter dem Künstlernamen „Thalia“ in Erscheinung tritt) zum Projekt stieß. Mit ihr konnte der alternierende männliche und weibliche Gesang verwirklicht werden, der wesentlich zur „dunklen Romantik“ – wie Martin Schindler es nennt – beiträgt. Da die Band nur aus diesen beiden Personen bestand und sich auch häufig auf Gastmusiker stützen musste, trat Mantus bis 2009 auch niemals live auf.
Mantus löste sich Anfang 2005 vorübergehend auf. Mit der „Chronik“-Best of verabschiedete sich die Band am 5. Mai 2006 aus dem aktiven Musikgeschäft. Die Musiker wollten eine neue Richtung einschlagen, die mit Mantus nicht vereinbar war. Als Nachfolger wurde 2005 die Band Sepia gegründet, in der neben Martin Schindler auch Thalia wiederzufinden ist. Schon von Beginn an lief parallel zu Mantus das Projekt Black Heaven, das ebenfalls von Martin Schindler gegründet wurde.
Ende 2008 wurde Mantus in gewohnter Besetzung wiederbelebt, brachte 2009 mit „Requiem“ ein neues Album heraus und trat erstmals auf dem 5. Amphi Festival in Köln live auf. 

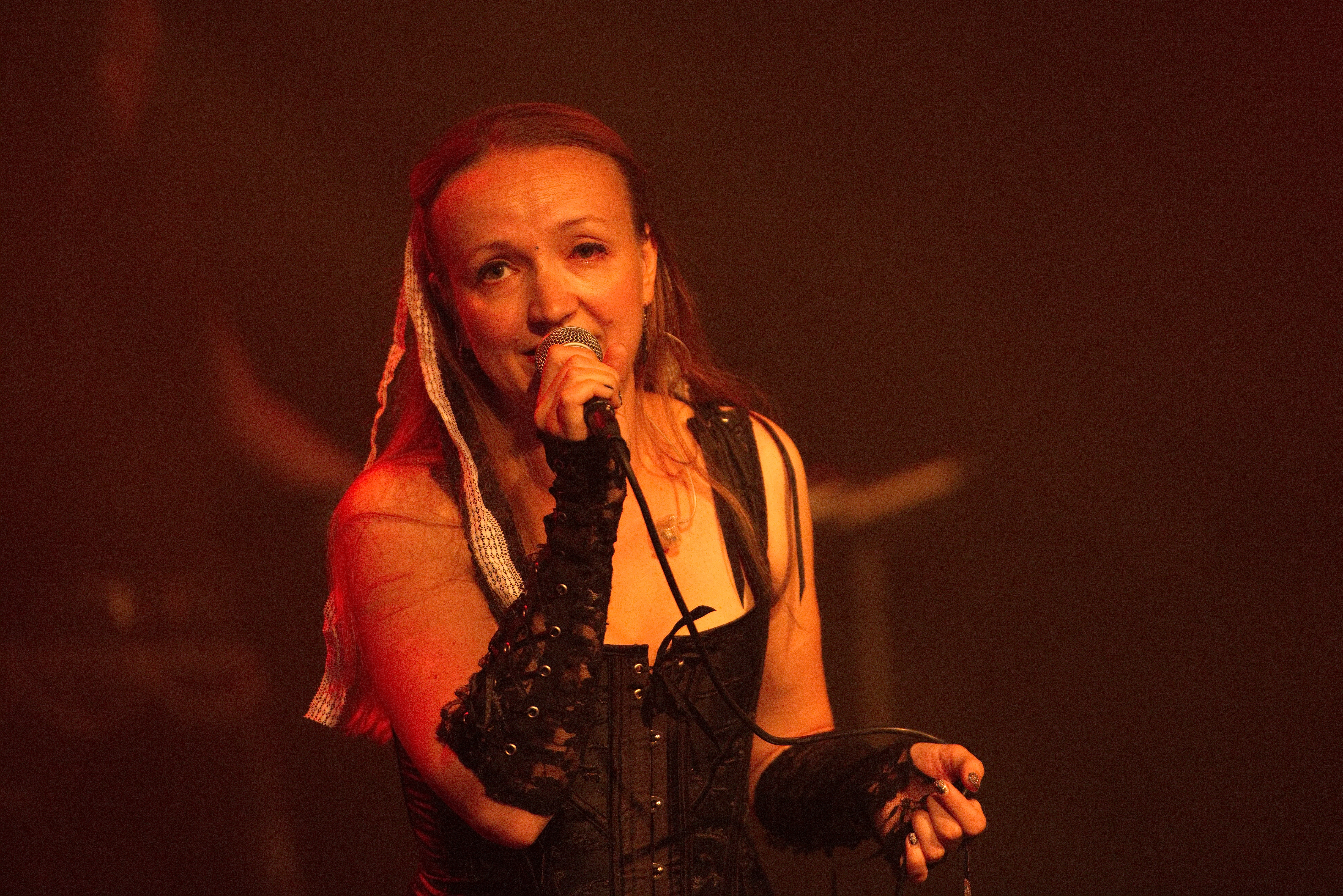
Chiara Amberia, Sängerin von Mantus auf dem Amphi Festival 2016 in Köln

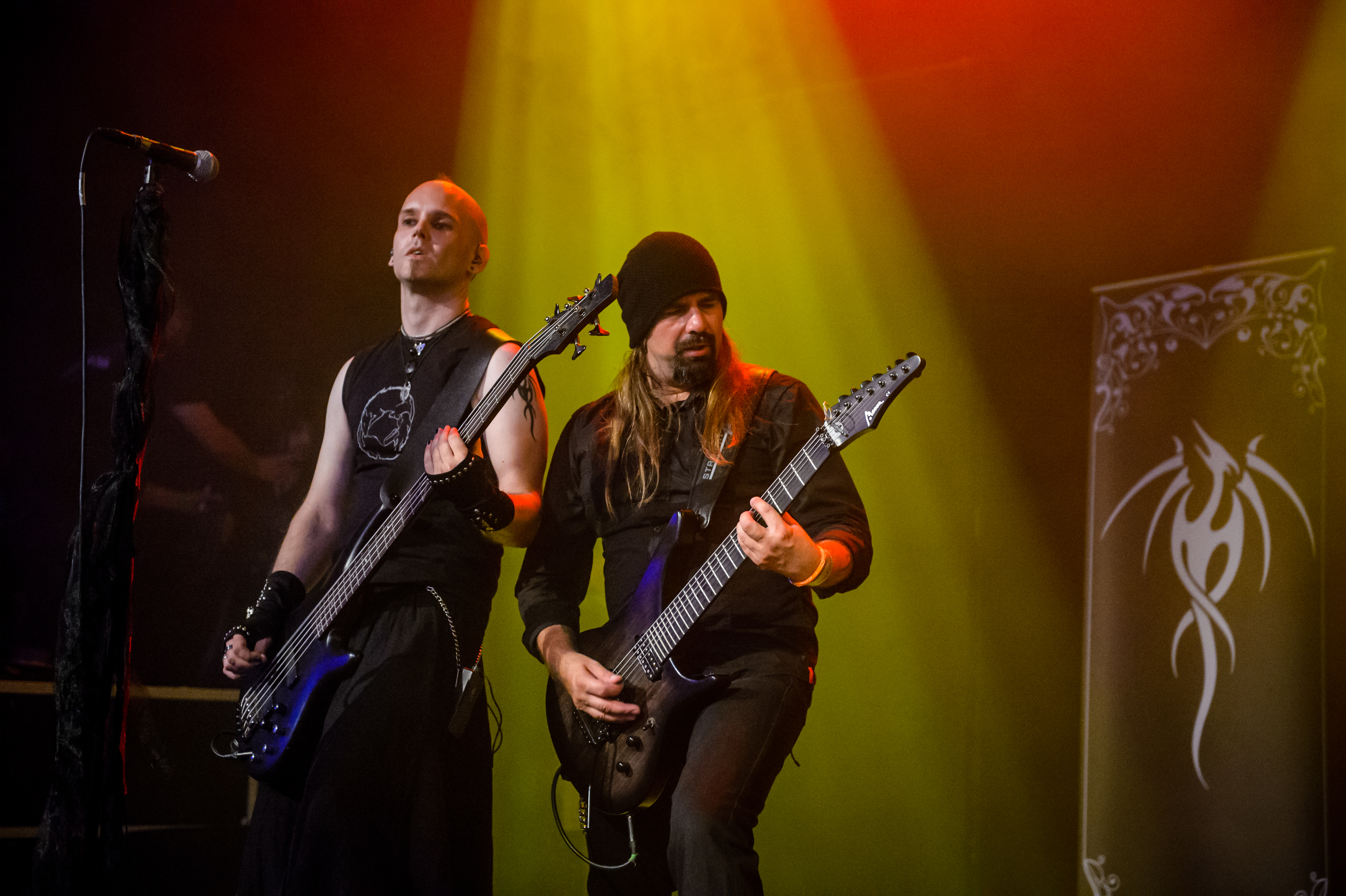
Mantus auf dem Amphi Festival 2016 in Köln

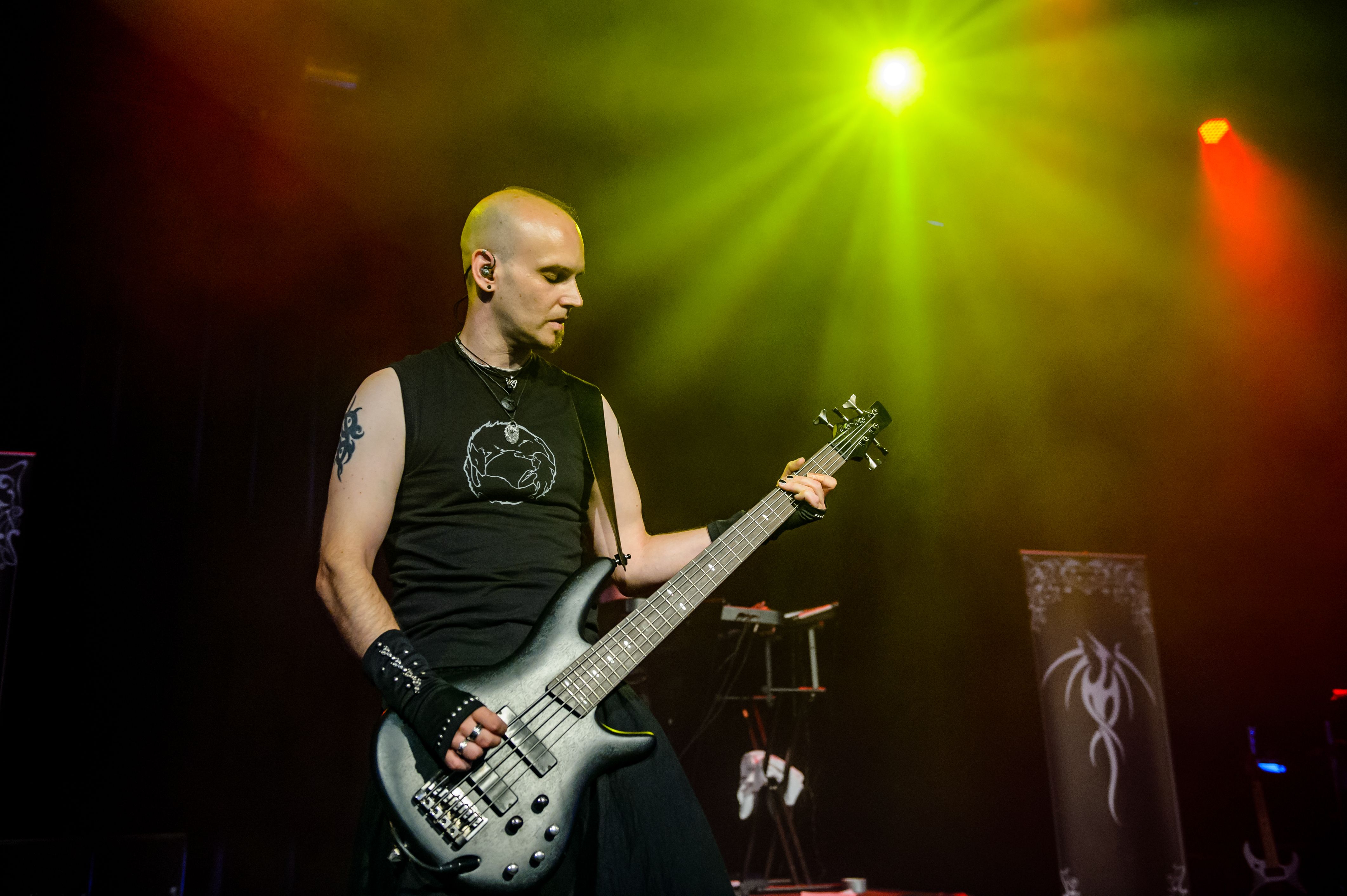
Mantus auf dem Amphi Festival 2016 in Köln

Im April 2012 wurde der Ausstieg Tina Schindlers aus dem Projekt Mantus bekanntgegeben, ihre Nachfolgerin ist Chiara Amberia.
Mit bis dato 16 veröffentlichten (regulären) Studioalben gehört Mantus zu den Interpreten innerhalb der Schwarzen Szene, welche die meisten Alben veröffentlicht haben.

## Stil

### Musik
Die Musik wird häufig als melancholisch, schwermütig und melodiös wahrgenommen. Prägnant ist der Wechsel von Martins und Thalias Gesang sowie die harten Metal-Gitarren, die das Schaffen der Band teilweise in den Dark-Metal- oder Doom-Metal-Bereich rücken.

### Texte
In den größtenteils deutschsprachigen Texten geht es um Themen wie Liebe, Tod, Ewigkeit oder Unsterblichkeit. Allerdings finden auch gesellschaftskritische Probleme ihren Platz, wie beispielsweise Rassismus, Ausländerfeindlichkeit und Vergewaltigung, die in den Titeln entsprechend thematisiert werden. Beispielsweise findet sich zu Beginn des Liedes Utopia eine Passage der Rede Joseph Goebbels, in welcher er zum totalen Krieg aufruft.

## Diskografie

### Alben
- 2000: Liebe und Tod (CD; Sad Eyes / Trisol Music Group)
- 2001: Abschied (CD; Sad Eyes / Trisol Music Group)
- 2002: Fremde Welten (CD; Sad Eyes / Trisol Music Group)
- 2003: Weg ins Paradies (CD; Sad Eyes / Trisol Music Group)
- 2004: Ein Hauch von Wirklichkeit (CD/2xCD; Trisol Music Group)
- 2005: Zeit muss enden (CD/2xCD; Trisol Music Group)
- 2009: Requiem (CD; Trisol Music Group)
- 2010: Demut (CD; Trisol Music Group)
- 2010: Die Hochzeit von Himmel und Hölle (CD; Trisol Music Group)
- 2011: Zeichen (CD; Trisol Music Group)
- 2012: Wölfe (CD; Trisol Music Group)
- 2014: Portrait aus Wut und Trauer + Bonusalbum Grenzland (2xCD; Trisol Music Group)
- 2015: Melancholia (CD/2xCD; Trisol Music Group)
- 2016: Refugium (CD; Trisol Music Group)
- 2018: Staub und Asche + Bonusalbum Blumen der Hölle (2xCD; Trisol Music Group)
- 2019: Katharsis + Bonusalbum Pagan Folk Songs (2xCD; Trisol Music Group)
- 2021: Manifest (CD; Trisol Music Group)
- 2023: Verstärker (CD; Trisol Music Group)

### Kompilationen
- 2006: Chronik (CD/2xCD; Trisol Music Group)
- 2013: Fatum (CD/2xCD; Trisol Music Group)

### EP
- 2004: Keine Liebe (CD+DVD; Sad Eyes / Trisol Music Group)
- 2009: Königreich der Angst (CD; Trisol Music Group)
- 2011: Sünder (CD; Trisol Music Group)

## Musikvideos
- 2004: Wir warten auf den Tod
- 2004: Keine Liebe
- 2004: Scherben
- 2004: Tanz der Sinne
- 2017: Weiss und kalt
- 2019: The Heart Of It All
- 2019: Süß wie der Tod
- 2020: Fast perfekte Welt
- 2020: Kriegerin